# 艾因阿比德區

36°13′57″N 6°56′39″E / 36.2325°N 6.9442°E
艾因阿比德區（阿拉伯语：‎），是阿爾及利亞的行政區，位於該國東北部，由君士坦丁省負責管轄，首府設於艾因阿比德，面積634平方公里，2008年人口51,500人，人口密度每平方公里81人。